# Audrehem
Audrehem település Franciaországban, Pas-de-Calais megyében. Lakosainak száma 522 fő (2022. január 1.). Audrehem Clerques, Journy, Rebergues, Bonningues-lès-Ardres és Haut-Loquin községekkel határos.

## Népesség
A település népességének változása:
| Lakosok száma | 522  | 553  | 572  | 562  | 546  | 534  | 522  | 524  | 522  |
|               | 2013 | 2015 | 2016 | 2017 | 2018 | 2019 | 2020 | 2021 | 2022 |